# Графінг
Графінг (нім. Grafing) — місто в Німеччині, розташоване в землі Баварія. Підпорядковується адміністративному округу Верхня Баварія. Входить до складу району Еберсберг.
Площа — 29,57 км2. Населення становить 13 805 ос. (станом на 31 грудня 2020).